# 1999 AQ3
1999 AQ3 är en asteroid i huvudbältet som upptäcktes 10 januari 1999 av den japanska astronomen Takao Kobayashi vid Ōizumi-observatoriet.
Asteroiden har en diameter på ungefär 5 kilometer och den tillhör asteroidgruppen Koronis.